# لوثر ك. بيك
لوثر ك. بيك (بالإنجليزية: Luther C. Peck)‏ هو محامي وسياسي أمريكي، ولد في 1800 في كونيتيكت في الولايات المتحدة، وتوفي في 5 فبراير 1876. نشط حزبياً في الحزب الجمهوري. وقد انتخب عضو مجلس النواب الأمريكي.